# Guvernoratul Latakia

Localizarea guvernoratului în Siria

Guvernoratul Latakia (în arabă: مُحافظة اللاذقية, Muḥāfaẓat al-Lādhiqīyah) este un guvernorat în partea vestică a Siriei, fiind situat la granița cu statul Turcia. Capitala sa este orașul Latakia.